# Billy Ashcroft
William ("Billy") Ashcroft (Liverpool, 1 oktober 1952) is een voormalig Engels voetballer. Hij speelde onder andere voor Middlesbrough FC en FC Twente.

## Loopbaan
Ashcroft was een aanvaller, maar werd ook opgesteld in de verdediging. Hij startte rond 1970 zijn profcarrière bij Wrexham AFC in de Engelse Third Division. Vanaf 1977 kwam hij uit voor Middlesbrough FC in de First Division. In de hoogste Engelse divisie speelde hij 159 competitieduels waarin hij 21 keer scoorde.
In juli 1982 tekende Ashcroft een tweejarig contract bij het Nederlandse FC Twente. Hij draaide een moeizaam seizoen, waarin hij verschillende keren geblesseerd was en Twente uiteindelijk degradeerde. Het jaar erop verliep beter, in de Eerste divisie speelde Ashcroft vrijwel alle wedstrijden en was hij met 21 doelpunten clubtopscorer. Na een derde seizoen, waarin hij minder frequent speelde en vanwege zijn fysieke kracht door trainer Fritz Korbach vaak als centrale verdediger werd opgesteld, vertrok hij terug naar Engeland waar hij werd ingelijfd door Tranmere Rovers FC. In totaal scoorde Ashcroft in drie seizoenen 33 doelpunten in 86 officiële wedstrijden voor FC Twente. In 1986 beëindigde hij zijn carrière.
Na zijn voetballoopbaan bezat hij een kroeg in Liverpool en later in Southport. Vanaf ongeveer 2005 is hij werkzaam als rijinstructeur in zijn woonplaats Southport.